# Elkie Brooks
Elkie Brooks (* 25. února 1945 Broughton, Anglie) je anglická rocková, bluesová zpěvačka, dříve působící ve skupině Vinegar Joe, později sólová umělkyně.

## Diskografie

### Studiová alba
| Rok  | Album                                     | UK # | Značka                     |
| ---- | ----------------------------------------- | ---- | -------------------------- |
| 1975 | Rich Man's Woman                          | -    | A&M                        |
| 1977 | Two Days Away                             | 16   | A&M                        |
| 1978 | Shooting Star                             | 20   | A&M                        |
| 1979 | Live and Learn                            | 34   | A&M                        |
| 1981 | Pearls                                    | 2    | A&M                        |
| 1982 | Pearls II                                 | 5    | A&M                        |
| 1984 | Minutes                                   | 35   | A&M                        |
| 1984 | Screen Gems                               | 35   | A&M                        |
| 1986 | No More the Fool                          | 5    | Legend                     |
| 1988 | Bookbinder's Kid                          | 57   | Legend                     |
| 1989 | Inspiration                               | 58   | Telstar                    |
| 1991 | Pearls III (Close to the Edge)            | -    | Freestyle                  |
| 1993 | Round Midnight                            | 27   | Castle                     |
| 1994 | Nothin' but the Blues                     | 58   | Castle                     |
| 1995 | Circles                                   | -    | Permanent                  |
| 1996 | Amazing                                   | 49   | Carlton Classics           |
| 2003 | Shangri-La                                | -    | Classic Pictures           |
| 2003 | Trouble in Mind (with Humphrey Lyttelton) | -    | Classic Pictures           |
| 2005 | Electric Lady                             | -    | Swing Cafe                 |
| 2010 | Powerless                                 | -    | Eventful Music Productions |

### Koncertní alba
| Rok  | Album                 | Značka      |
| ---- | --------------------- | ----------- |
| 1997 | The Pearls Concert    | Artful      |
| 2000 | Live at the Palladium | JAM Records |
| 2000 | Live 2000             | JAM Records |
| 2005 | Don't Cry Out Loud    | Recall      |
| 2007 | Live With Friends     | EMP         |

### Kompilace
| Rok  | Album                                    | UK # | Značka   |
| ---- | ---------------------------------------- | ---- | -------- |
| 1986 | The Very Best of Elkie Brooks (Telstar)  | 10   | Telstar  |
| 1993 | The last teardrop                        |      | Pilz     |
| 1997 | The Very Best of Elkie Brooks (Polygram) | 23   | Polygram |

### Singly
| Rok  | Píseň                                             | UK # | Album                            | Značka                     |
| ---- | ------------------------------------------------- | ---- | -------------------------------- | -------------------------- |
| 1964 | "Something's Got a Hold on Me"                    | -    | -                                | Decca                      |
| 1964 | "Nothing Left to Do but Cry"                      | -    | -                                | Decca                      |
| 1965 | "The Way You Do the Things You Do"                | -    | -                                | Decca                      |
| 1965 | "He's Gotta Love Me"                              | -    | -                                | HMV                        |
| 1965 | "All of My Life"                                  | -    | -                                | HMV                        |
| 1966 | "Baby Let Me Love You"                            | -    | -                                | HMV                        |
| 1969 | "Come September"                                  | -    | -                                | NEMS                       |
| 1974 | "Rescue Me"                                       | -    | -                                | Island                     |
| 1975 | "Where Do We Go From Here"                        | -    | Rich Man's Woman                 | A&M                        |
| 1975 | "He's a Rebel"                                    | -    | Rich Man's Woman                 | A&M                        |
| 1977 | "Pearl's a Singer"                                | 8    | Two Days Away                    | A&M                        |
| 1977 | "Saved"                                           | -    | Two Days Away                    | A&M                        |
| 1977 | "Sunshine After the Rain"                         | 10   | Two Days Away                    | A&M                        |
| 1977 | "Do Right Woman, Do Right Man"                    | -    | Two Days Away                    | A&M                        |
| 1978 | "Lilac Wine"                                      | 16   | Pearls                           | A&M                        |
| 1978 | "Only Love Can Break Your Heart"                  | 43   | Shooting Star                    | A&M                        |
| 1978 | "Since You Went Away"                             | -    | Shooting Star                    | A&M                        |
| 1978 | "Stay with Me" (Netherlands only)                 | -    | Shooting Star                    | A&M                        |
| 1979 | "Don't Cry Out Loud"                              | 12   | Pearls                           | A&M                        |
| 1979 | "The Runaway"                                     | 50   | -                                | A&M                        |
| 1979 | "He Could Have Been an Army"                      | -    | Live and Learn                   | A&M                        |
| 1979 | "Falling Star"                                    | -    | Live and Learn                   | A&M                        |
| 1980 | "Why Don't You Say It"                            | -    | -                                | A&M                        |
| 1980 | "Paint Your Pretty Picture"                       | -    | Pearls                           | A&M                        |
| 1980 | "Dance Away"                                      | -    | Pearls                           | A&M                        |
| 1981 | "Warm and Tender Love"                            | -    | Pearls                           | A&M                        |
| 1981 | "Fool (If You Think It's Over)" (Chris Rea cover) | 17   | Pearls                           | A&M                        |
| 1982 | "Our Love"                                        | 43   | Pearls II                        | A&M                        |
| 1982 | "Nights in White Satin"                           | 33   | Pearls II                        | A&M                        |
| 1982 | "Will You Write Me a Song"                        | -    | Pearls II                        | A&M                        |
| 1983 | "Gasoline Alley"                                  | 52   | Pearls II                        | A&M                        |
| 1983 | "I Just Can't Go On"                              | -    | Pearls II                        | A&M                        |
| 1984 | "Minutes"                                         | -    | Minutes                          | A&M                        |
| 1984 | "Driftin'"                                        | -    | Minutes                          | A&M                        |
| 1984 | "Once in a While"                                 | -    | Screen Gems                      | A&M/EMI                    |
| 1986 | "No More the Fool"                                | 5    | No More the Fool                 | Legend                     |
| 1987 | "Break the Chain"                                 | 55   | No More the Fool                 | Legend                     |
| 1987 | "We've Got Tonight"                               | 69   | No More the Fool                 | Legend                     |
| 1988 | "Sail On"                                         | -    | Bookbinders Kid                  | Legend                     |
| 1989 | "Shame"                                           | -    | Inspiration                      | Telstar                    |
| 1989 | "You're the Inspiration" (Belgium only)           | -    | Inspiration                      | Telstar/Disky              |
| 1990 | "I'll Never Love This Way Again"                  | -    | Inspiration                      | Telstar                    |
| 1990 | "For the World" (withdrawn before release)        | -    | -                                | European Artists           |
| 1991 | "The Last Teardrop"                               | -    | Pearls III (Close to the Edge)   | Freestyle                  |
| 1991 | "One of a Kind (Belgium only)"                    | -    | Pearls III (Close to the Edge)   | Freestyle/Dureco           |
| 1999 | "Too Much To Lose"                                | 127  | Unfinished Business (Unreleased) | BMG                        |
| 2005 | "Out of the Rain"                                 | -    | Electric Lady                    | Swing Cafe                 |
| 2010 | "Powerless"                                       | -    | Powerless                        | Eventful Music Productions |